# 12360 Уніландес
12360 Уніландес (12360 Unilandes) — астероїд головного поясу, відкритий 22 вересня 1993 року.
Тіссеранів параметр щодо Юпітера — 3,162.
Названо за скороченою назвою Андського університету (ісп. Universidad de Los Andes) — другого найстаршого університету Венесуели.